# دیوید برن
دیوید برن (انگلیسی: David Byrne؛ زادهٔ ۱۴ مهٔ ۱۹۵۲) یک موسیقی‌دان اهل ایالات متحده آمریکا است. وی از سال ۱۹۷۴ میلادی تاکنون مشغول فعالیت بوده‌است.
از فیلم‌ها یا برنامه‌های تلویزیونی که وی در آن نقش داشته‌است می‌توان به اینجا باید همان‌جا باشد، لولو روی پل اشاره کرد.
وی همچنین برنده جوایزی همچون جایزه اسکار بهترین موسیقی فیلم شده‌است.